# Luis Huergo
Luis Augusto Huergo (1er novembre 1837 - 4 novembre 1913) est un ingénieur et mathématicien argentin jouant un rôle de premier plan dans le développement des ports de son pays. 

## Biographie
Luis Huergo est né à Buenos Aires, en 1837, dans une famille de détaillants prospères. Il a été envoyé à l'université jésuite Mount St. Mary, connue auparavant sous le nom de Mount St. Mary's College, où il a fait ses études secondaires de 1852 à 1857. De retour en Argentine, il a aidé l’urbaniste Pedro Benoit à planifier la première route menant à Ensenada (ville portuaire à 56 kilomètres au sud de Buenos Aires) et obtint son diplôme de géomètre à l’école de topographie et de géodésique de Buenos Aires en 1862. Huergo fut l'un des premiers étudiants à s'inscrire à l'École d'ingénierie créée en 1866 par le président de l'université de Buenos Aires, Juan María Gutiérrez. Quatre ans plus tard, sa thèse sur la valeur des routes lui valut le premier diplôme d'ingénieur de l'école, thèse intitulée Vías de comunicación,.
Huergo a conçu des projets de contrôle des inondations pour la rivière torrentielle Río Tercero et d'autres voies navigables de la province de Córdoba. Il a également conçu 120 ponts ferroviaires au début de sa carrière, ainsi que le port de la ville de San Fernando. Huergo a cofondé la Société scientifique argentine (es) en 1872 et l’Institut géographique argentin en 1879. Il a enseigné à la nouvelle école de mathématiques de l'Université de Buenos Aires à partir de 1874 et en a été nommé doyen en 1881. 
Le projet de Huergo de construire une maison à l'embouchure de la rivière Riachuelo (en), qui longe le sud industriel de Buenos Aires, lui vaut d'être nommé directeur du Bureau des travaux publics de Riachuelo en 1876. Ce poste puissant lui a permis de développer le port de La Boca, le premier port moderne de Buenos Aires. L'ouverture du port en 1880 a coïncidé avec un boom économique soudain en Argentine, et la législature provinciale lui a octroyé un budget généreux pour des améliorations, notamment un brise-lames et le dragage de l'embouchure limoneuse de Riachuelo jusqu'à 6,5 m. Sa proposition ambitieuse pour un grand nouveau port au nord de celui de La Boca a reçu un soutien initial du Congrès argentin, bien que le soutien du principal financier de l'Argentine, Barings,  à une proposition présentée par le magnat local de l'import-export Eduardo Madero (en) ait permis d'influencer le soutien du congrès loin de la proposition de Huergo. Le projet de Madero a été approuvé par le Congrès en 1882.
Huergo a fait appel de la décision au motif qu'il ne serait pas rentable de construire et difficile à modifier, une fois que de nouveaux cargos plus grands auraient commencé à arriver. Le projet de Madero fut cependant promulgué par le président Julio Argentino Roca en 1884 et en 1886, Huergo démissionna de son poste au bureau de Riachuelo. 
Huergo a continué à faire campagne contre les travaux coûteux de Puerto Madero en tant que doyen de la School of Exact Sciences de Buenos Aires, tout en acceptant de nouveaux projets. De retour dans la province de Córdoba, il conçut le réservoir de San Roque en 1888 afin de prévenir les inondations le long des rivières Suquia et Cosquín (en). Il a été nommé ministre des Travaux publics de l'importante province de Buenos Aires et a conçu la base navale de Puerto Belgrano, le premier port en eau profonde de la marine argentine. Huergo a conçu un canal entre la ville de Córdoba et le Rio Paraná, plus de 320 kilomètres à l'est, et le port d'Asuncion, au Paraguay. 
Cet ingénieur accompli a été nommé directeur du champ pétrolifère découvert à Comodoro Rivadavia en 1907. Avec cette première découverte de ce genre dans le pays, le bureau servit de précurseur à Yacimientos Petrolíferos Fiscales (YPF), le groupe pétrolier créé en 1922. Le transport maritime, un autre reflet de l’économie argentine en plein essor à l’époque, avait considérablement augmenté depuis que la proposition de Huergo concernant le port de Buenos Aires avait été rejetée en 1882. Le tonnage des navires arrivant au port est passé de 4 millions à 20 millions en 1907 et, en septembre de cette année, le Congrès a approuvé la construction d'un nouveau port. L'installation serait construite au nord des quais presque obsolètes de Madero, et la conception serait celle de Huergo. Les travaux ont commencé en 1911 sur le nouveau port massif, qui comprenait six ports intérieurs ouverts, séparés par des piliers à marchandises et protégés par deux digues. 
Luis Huergo n'a pas vécu jusqu'à l'achèvement du nouveau port et il est décédé en 1913, à l'âge de 76 ans. La conception de son port a permis de résoudre les problèmes auxquels il s’attendait pour l’ancienne installation et ses nombreuses et premières contributions à l’infrastructure de son pays ont fait de lui le « premier ingénieur » de l’Argentine.